# Shingo Kunieda
Shingo Kunieda (国枝 慎吾, Kunieda Shingo), né le 21 février 1984 à Tokyo, est un joueur de tennis handisport (paraplégique) japonais. Il est droitier et sa surface favorite est le dur. Son entraîneur est Hiromichi Maruyama et s'entraîne au Tennis Training Center (TTC) à Kashiwa. Kunieda utilise un fauteuil Ox Engineering et est diplômé de l'Université Reitaku où il travaille.

## Palmarès

### Jeux paralympiques
- médaillé d'or en simple en 2008, 2012 et 2020
- médaillé d'or en double messieurs en 2004
- médaillé de bronze en double messieurs en 2008 et 2016

### Tournois du Grand Chelem

#### Victoires en simple (28)
| Année | Tournoi          | Adversaire en finale | Score          |
| 2007  | Open d'Australie | Michael Jeremiasz    | 6-3, 3-6, 6-3  |
| 2007  | Roland-Garros    | Robin Ammerlaan      | 6-3, 6-4       |
| 2007  | US Open          | Robin Ammerlaan      | 6-2, 6-2       |
| 2008  | Open d'Australie | Michael Jeremiasz    | 6-1, 6-4       |
| 2008  | Roland-Garros    | Robin Ammerlaan      | 6-0, 7-65      |
| 2009  | Open d'Australie | Stéphane Houdet      | 6-2, 6-4       |
| 2009  | Roland-Garros    | Stéphane Houdet      | 6-3, 3-6, 6-3  |
| 2009  | US Open          | Maikel Scheffers     | 6-0, 6-0       |
| 2010  | Open d'Australie | Stéphane Houdet      | 7-63, 2-6, 7-5 |
| 2010  | Roland-Garros    | Stefan Olsson        | 6-4, 6-0       |
| 2010  | US Open          | Nicolas Peifer       | Forfait        |
| 2011  | Open d'Australie | Stéphane Houdet      | 6-0, 6-3       |
| 2011  | US Open          | Stéphane Houdet      | 3-6, 6-1, 6-0  |
| 2013  | Open d'Australie | Stéphane Houdet      | 6-2, 6-0       |
| 2014  | Open d'Australie | Gustavo Fernández    | 6-0, 6-1       |
| 2014  | Roland-Garros    | Stéphane Houdet      | 6-4, 6-1       |
| 2014  | US Open          | Gustavo Fernández    | 7-60, 6-4      |
| 2015  | Open d'Australie | Stéphane Houdet      | 6-2, 6-2       |
| 2015  | Roland-Garros    | Stéphane Houdet      | 6-1, 6-0       |
| 2015  | US Open          | Stéphane Houdet      | 46-7, 6-3, 6-2 |
| 2018  | Open d'Australie | Stéphane Houdet      | 4-6, 6-1, 7-63 |
| 2018  | Roland-Garros    | Gustavo Fernández    | 7-65, 6-0      |
| 2020  | Open d'Australie | Gordon Reid          | 6-4, 6-4       |
| 2020  | US Open          | Alfie Hewett         | 6-3, 3-6, 7-63 |
| 2021  | US Open          | Alfie Hewett         | 6-1, 6-4       |
| 2022  | Open d'Australie | Alfie Hewett         | 7-5, 3-6, 6-2  |
| 2022  | Roland-Garros    | Gustavo Fernández    | 6-2, 5-7, 7-5  |
| 2022  | Wimbledon        | Alfie Hewett         | 4-6, 7-5, 7-65 |

#### Victoires en double (22)
| Année | Tournoi          | Partenaire        | Adversaires en finale               | Score             |
| 2006  | Wimbledon        | Satoshi Saida     | Michaël Jeremiasz / Jayant Mistry   | 7-5, 6-2          |
| 2007  | Open d'Australie | Robin Ammerlaan   | Maikel Scheffers / Ronald Vink      | 6-2, 6-0          |
| 2007  | US Open          | Satoshi Saida     | Robin Ammerlaan / Michaël Jeremiasz | 6-3, 6-2          |
| 2008  | Open d'Australie | Satoshi Saida     | Robin Ammerlaan / Ronald Vink       | 6-4, 6-3          |
| 2008  | Roland-Garros    | Maikel Scheffers  | Robin Ammerlaan / Ronald Vink       | 6-2, 7-5          |
| 2009  | Open d'Australie | Robin Ammerlaan   | Stefan Olsson / Maikel Scheffers    | 7-5, 6-1          |
| 2010  | Open d'Australie | Stéphane Houdet   | Maikel Scheffers / Robin Ammerlaan  | 6-2, 6-2          |
| 2010  | Roland-Garros    | Stéphane Houdet   | Robin Ammerlaan / Stefan Olsson     | 6-0, 5-7, [10-8]  |
| 2011  | Open d'Australie | Maikel Scheffers  | Stéphane Houdet / Nicolas Peifer    | 6-3, 6-3          |
| 2011  | Roland-Garros    | Nicolas Peifer    | Robin Ammerlaan / Stefan Olsson     | 6-2, 6-3          |
| 2012  | Roland-Garros    | Frédéric Cattaneo | Michaël Jeremiasz / Stefan Olsson   | 3-6, 7-63, [10-6] |
| 2013  | Open d'Australie | Michaël Jeremiasz | Stefan Olsson / Adam Kellerman      | 6-0, 6-1          |
| 2013  | Roland-Garros    | Stéphane Houdet   | Gordon Reid / Ronald Vink           | 3-6, 6-4, [10-6]  |
| 2013  | Wimbledon        | Stéphane Houdet   | Frédéric Cattaneo / Ronald Vink     | 6-4, 6-2          |
| 2014  | Open d'Australie | Stéphane Houdet   | Gordon Reid / Maikel Scheffers      | 6-3, 6-3          |
| 2014  | Wimbledon        | Stéphane Houdet   | Maikel Scheffers / Ronald Vink      | 5-7, 6-0, 6-3     |
| 2014  | US Open          | Stéphane Houdet   | Gordon Reid / Maikel Scheffers      | 6-2, 2-6, 7-64    |
| 2015  | Open d'Australie | Stéphane Houdet   | Gustavo Fernández / Gordon Reid     | 6-2, 6-1          |
| 2015  | Roland-Garros    | Gordon Reid       | Gustavo Fernández / Nicolas Peifer  | 6-1, 7-61         |
| 2016  | Roland-Garros    | Gordon Reid       | Michaël Jeremiasz / Stefan Olsson   | 6-3, 6-2          |
| 2019  | Roland-Garros    | Gustavo Fernández | Stéphane Houdet / Nicolas Peifer    | 2-6, 6-2, [10-8]  |
| 2022  | Wimbledon        | Gustavo Fernández | Alfie Hewett / Gordon Reid          | 6-3, 6-1          |

### Masters

#### Victoires au Masters en simple (3)
| Année | Lieu          | Finaliste        | Résultat      |
| ----- | ------------- | ---------------- | ------------- |
| 2012  | Malines       | Maikel Scheffers | 6-2, 4-6, 6-2 |
| 2013  | Mission Viejo | Joachim Gérard   | 6-0, 7-69     |
| 2014  | Londres       | Nicolas Peifer   | 6-1, 6-1      |

#### Victoires au Masters en double (1)
| Année | Lieu      | Partenaire      | Finalistes                | Résultat       |
| ----- | --------- | --------------- | ------------------------- | -------------- |
| 2012  | Amsterdam | Stéphane Houdet | Gordon Reid / Ronald Vink | 66-7, 6-1, 6-2 |

### Victoires dans les autres tournois internationaux
- Open de France BNP Paribas à Antony :
  - en simple en 2011, 2012, 2013, 2014, 2015 contre Joachim Gérard
  - en double en 2015